# سیارک ۱۰۳۴۲۲
سیارک ۱۰۳۴۲۲ (به انگلیسی: 103422 Laurisiren، نامگذاری:2000AG153) صد و سه هزار و چهارصد و بیست و دومین سیارک کشف شده‌است که در ۹ ژانویه ۲۰۰۰ کشف شد.